# Alvin Jones (basketballer)
Alvin Robert Lamar Jones III (Luxemburg, 9 september 1978) is een Amerikaans-Luxemburgs voormalig basketballer.

## Carrière
Jones speelde collegebasketbal voor de Georgia Tech Yellow Jackets van 1997 tot 2001. In 2001 werd hij als 57e gekozen in de tweede ronde door de Philadelphia 76ers. Hij speelde zeven voorbereidingswedstrijden in de Pro Summer League voor de 76ers maar geraakte net voor de seizoenstart geblesseerd. Hij speelde in het seizoen 2001/02 23 wedstrijden voor de 76ers en speelde daarna opnieuw in de Pro Summer League in oktober 2002 werd zijn contract ontbonden. Hij tekende daarop voor de WKS Śląsk Wrocław uit Polen waar hij een maand zou spelen door financiële problemen bij de club. In 2003 trok hij naar Spanje waar hij speelde bij Caja San Fernando. In de zomer van 2004 speelde hij in de Pro Summer League voor de Chicago Bulls maar kreeg geen contract aangeboden. Het seizoen erop speelde hij voor reeksgenoten Pamesa Valencia en Plus Pujol Lleida waar hij begin januari tekende.
Hij tekende in november 2005 bij de Duitse eersteklasser RheinEnergie Köln waarvoor hij twee seizoenen speelde. Hij zou het seizoen 2006/07 uitspelen bij het Bulgaarse BK CSKA Sofia. In oktober tekende hij een contract bij de Denver Nuggets maar zag dat enkele dagen later alweer ontbonden. Hij tekende daarop voor het Turkse Selçuk Üniversitesi BK. Van 2008 tot 2009 speelde hij bij het Amerikaanse Minot SkyRockets.
Tussen 2004 en 2007 speelde Jones interlands voor de Luxemburgse nationale ploeg.

## Erelijst
- Duitse supercup: 2006

## Statistieken

### Regulier seizoen
| Seizoen  | Team               | WG | WS | MPW | 2P%  | 3P% | FW%  | RPW | APW | SPW | BPW | PPW |
| -------- | ------------------ | -- | -- | --- | ---- | --- | ---- | --- | --- | --- | --- | --- |
| 2001/02  | Philadelphia 76ers | 23 | 2  | 5,5 | 40,0 | -   | 50,0 | 1,6 | 0,1 | 0,1 | 0,4 | 1,1 |
| Carrière | Carrière           | 23 | 2  | 5,5 | 40,0 | -   | 50,0 | 1,6 | 0,1 | 0,1 | 0,4 | 1,1 |